# Los Ángeles (Xile)
Los Ángeles és un municipi i ciutat de Xile. És la capital i la ciutat més poblada de la província de Biobío, situat a la regió del Biobío, en el centre-sud de Xile, a 510 km de Santiago de Xile, la capital del país.
És una de les ciutats amb major creixement a Xile en les últimes dècades; els resultats preliminars del cens de 2012 va mostrar que la comuna tenia 187.000 habitants, el que la converteix en la sisena ciutat més gran amb més població al sud de Santiago, després de la Concepció, Temuco, Rancagua, Puerto Montt i Talca.

## Toponímia
En l'acte de fundació aixecada per Manso de Velasco, segons els historiadors, no hi ha cap referència a Santa María de los Ángeles, com és coneguda a la ciutat. Tradicionalment, els pobles o ciutats acabats de fundar establien en aquest certificat els noms amb què foren coneguts més tard. Però per a tots els efectes, sempre és anomenat només Ángeles.
En els documents elaborats per la historiadora Maria Teresa Barres, va trobar referències de la ciutat com la Nuestra Señora de los Ángeles, en les cartes de l'època de la Independència, incloent Bernardo O'higgins en algunes de les seves cartes, es refereix a la vila en aquests termes, que més tard va portar a la denominació que coneixem avui dia.
Però, el 1886, en la Història General de Chile de Diego Barros Arana, fa referència explícita a Santa María de Los Ángeles (pàg. 142), encara que aclareix que no ha trobat el document de fundació, el mateix que va aparèixer més tard a l'Arxiu de Sevilla, Espanya.
L'error el va generar el 1939 l'advocat Domingo Contreras Gómez, qui va escriure en dos toms La Història de la ciutat de Santa María de los Ángeles, amb motiu dels 200 anys de la seva fundació.
A tal punt va arribar l'errada identificació que, en la dècada de 1960, quan es va conformar la Diòcesi, va passar a denominar-se també Santa María de los Ángeles. A la labor de María Teresa Varas, es va sumar la de Tulio González Abuter, historiador i advocat, qui va reafirmar la fonamentació oposada.

## Història
A l'arribada dels realistes, la zona de la comuna de Los Ángeles estava habitada per indígenes anomenats coyunche (o ‘gent de les sorres'), a causa que aquesta àrea és el centre geogràfic del territori sorrenc triangular anomenat en aquesta època Illa de la Laja (delimitada per la Serralada dels Andes, el riu Laja i el riu Bio-Bio).
Des del segle xvi es van construir forts militars a la zona. Al segle xviii, el governador de Xile, José Manso de Velasco, va ordenar el 20 de març de 1739 la fundació de la Vila de Los Ángeles. El sergent major Pedro de Córdova i Figueroa va ser encarregat de la tasca i al costat dels seus alarifes, va començar el traçat dels carrers el 26 de maig d'aquest any (aquest és el dia d'aniversari de la comuna).
Durant dècades, es va debatre entre la pobresa i l'abandó, però el posterior auge agrícola i ramader de la zona va donar pas a la seva consolidació.
Capital de les terres anomenades antigament Illa de la Laja i de l'Alta Frontera pels espanyols conqueridors, va tenir un caràcter militar, religiós, de trobada social i de narreja cultural.
Va ser un lloc clau per a la conquesta espanyola, les seves terres van ser històricament, el principal teatre de combats i de pactes entre espanyols, indígenes i xilens fins a avançat el temps de l'ocupació de la Araucània, és així com fins a finals del segle xix, el riu Bio-Bio va definir de manera exacta i permanent la frontera sud, quedant Los Ángeles la seva capital, en una mena d'aïllament territorial, amb una realitat social completament diferent de tots els altres pobles situats al seu nord. Però és durant el segle XX que la ciutat es transforma per l'augment poblacional i el desenvolupament és evident. L'auge de les activitats ramaderes i agrícoles es veu materialitzat en la indústria i l'exportació. Sent l'activitat forestal un altre dels grans tresors de la zona.
El seu personatge més destacat és el Alliberador Bernardo O’Higgins, qui una vegada arribat des d'Europa el 1802, després d'estar pràcticament tota la seva vida a l'estranger, es fa càrrec de la hisenda de les Pedreres, heretada del seu pare Ambrosio O’Higgins, a la rodalia del poble, va ser subdelegat de l'Illa de la Laja, a càrrec de l'administració municipal de la vila. El 10 de gener de 1811 va ser triat per aclamació general del veïnat, com a diputat per Los Ángeles al Primer Congrés Nacional. Des d'allí va impulsar una sèrie d'avançaments, ja que el seu projecte legislatiu inicial contenia sol punts per al desenvolupament de la zona. El jove O’Higgins va crear un Regiment de Milícies, amb el qual, sent el seu segon comandant, es va enfrontar a les forces realistes a Los Ángeles, partint des d'aquí cap al nord, on va participar en el procés d'Independència Nacional, sent així llavors Los Ángeles, el seu bressol polític, militar i revolucionari.

### Terratrèmol del 27 de febrer de 2010

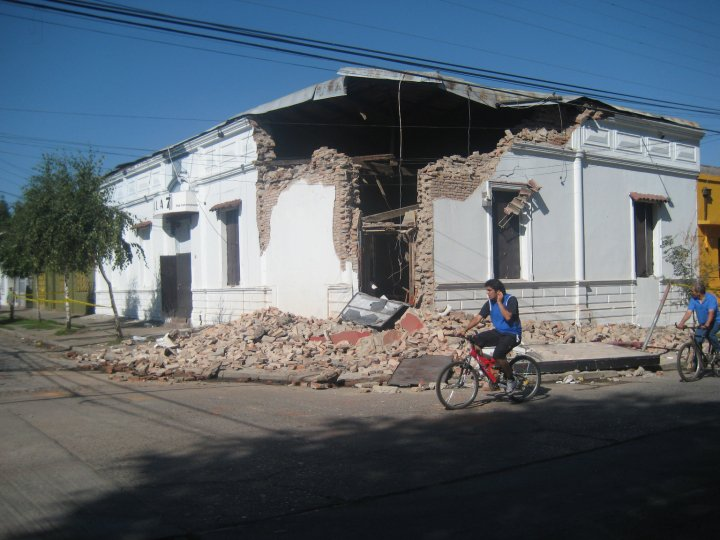
Pub Sala 7 (a Los Ángeles) destruït després del terratrèmol de Xile de 2010.

A Los Ángeles amb el terratrèmol, la poca arquitectura antiga que es conservava a la ciutat va acabar per extingir-se gairebé de manera completa. L'antiga Casa Ciappa al centre de la ciutat va caure, i el antic internat del Liceu d'Homes, enfront de la Plaça d'Armes de la Ciutat va sofrir danys en el seu frontis. La Capella Sant Sebastià, situada dins del Complex Assistencial Doctor Victor Rios Ruiz i declarada Monument Nacional el 1987 es va destruir completament. L'Església del Perpetu Socors, d'arquitectura colonial, va sofrir greus danys en les seves dependències, havent de ser algunes demolides. El Museu de l'Alta Frontera va registrar danys irreparables. De la mateixa manera, alguns barris moderns van sofrir els embats del terratrèmol. Sectors relativament nous emplaçats a la zona Sud-Ponent de la ciutat com a Vila Galilea, Paillihue, Vila Todos los Santos, Santiago Bueras i Lomas de Santa María van registrar caigudes d'habitatges. Emblemàtica és la imatge de blocs de departaments que, literalment, van caure un damunt d'un altre en efecte dominó. Gran commoció va causar el col·lapse de l'estructura d'un Pub que va causar la mort de tres persones. Al centre de la ciutat, el passeig per als vianants a la vora del Estero Quilque va cedir provocant l'ensulsiada de les seves senderes endins de l'estero. Els serveis bàsics van estar tallats en tota la ciutat durant més de cinc dies i en alguns sectors durant setmanes.
El Mall Plaza Los Ángeles va resistir de manera estoica, no obstant això gran quantitat de sostres falsos en el seu interior van resultar completament destruïts, presumint que si l'esdeveniment hagués estat a llum de dia les conseqüències haguessin estat probablement fatals.

## Geografia

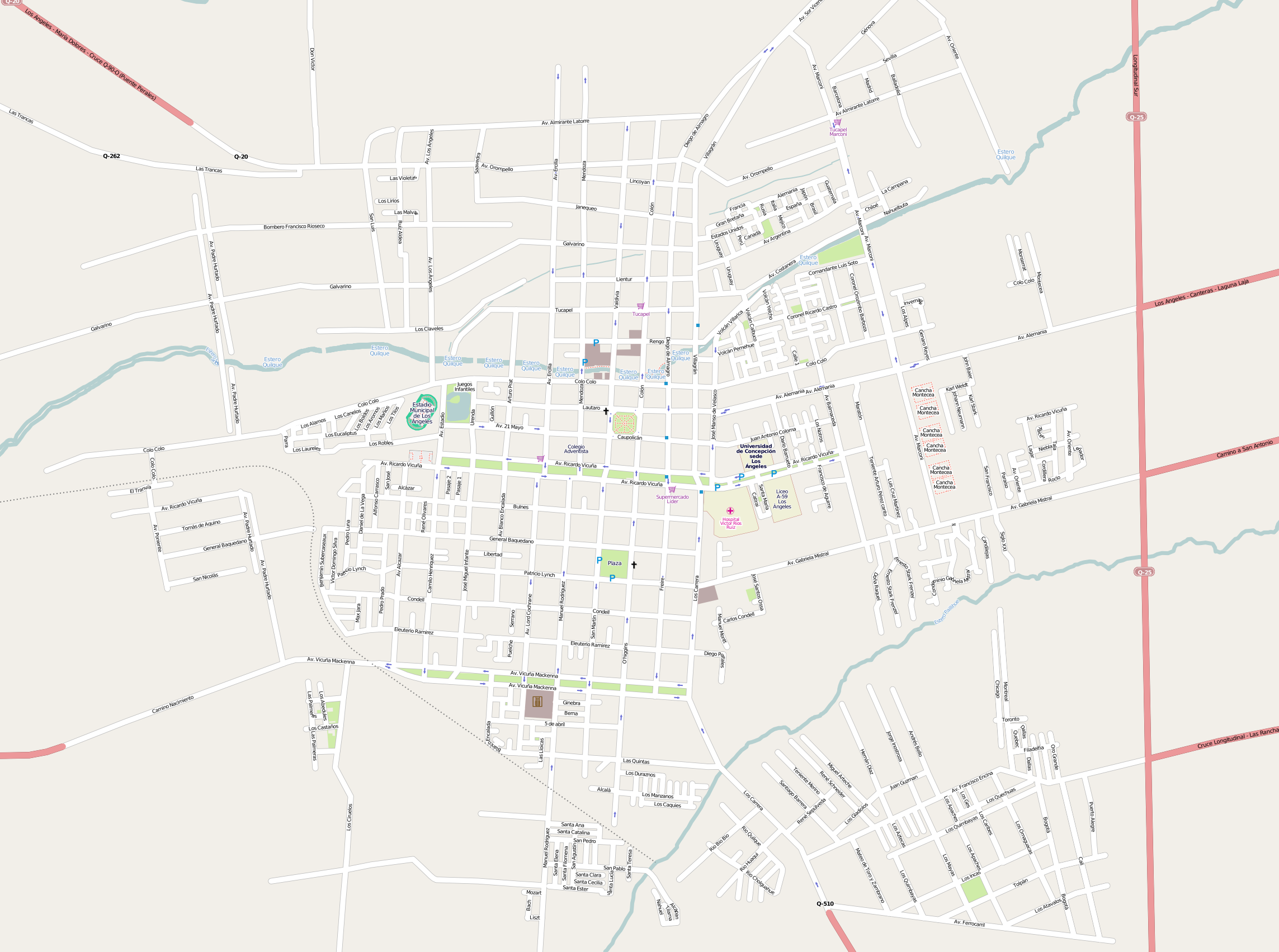
Mapa de Los Ángeles, Xile ©col·laboradors de OpenStreetMap, CC-BY-SA

La ciutat està situada entre els rius Laja i Bíobío, a 133 msnm. La comuna de Los Ángeles està situada entre els paral·lels 37°28'14.70” S i entre els meridians 72°21'6.79” O (coordenades UTM Nord 5.849.610, Aquest 734.180, fus 18, Datum WGS84), a una altura de 145 msnm, mesurament practicat a la Plaça d'Armes d'aquesta ciutat, situada entre els carrers Valdivia, Colón, Caupolicán i Lautaro.
Els seus límits actuals són:
- Al nord, el riu de la Laja, des del Puente Perales fins al Vado de Tucapel, en el camí a Quilleco.
- A l'est, el camí de Tucapel a Quilleco, des del Vado de Tucapel fins al seu Vado a l'Estero Corejo, des del gual del camí Tucapel-Quilleco fins al Vado de Puente Viejo; el camí de riu Pardo: des de costat de Puente Viejo fins al Estero Curiche; des del camí de riu Pardo fins al pont de ferrocarril de Los Ángeles a Santa Bàrbara; la línia fèrria, des del pont anterior fins a l'encreuament del camí Los Boldos, des del pont del ferrocarril fins al seu embarcador al riu Bío Bío.
- Al sud-oest, el riu Bío Bío, des de l'embarcador de los Boldos fins a la seva desembocadura al riu Bío Bío, riu Huaqui des de la seva desembocadura al Bío Bío fins a la seva confluència amb el Estero Paso Cerrado i el camí Los Ángeles Puente Perales des de Estero Paso Cerrado a Puente Perales, sobre el riu de la Laja.

Para comunicacions telefòniques es col·loca +56-43, sent 56 el número assignat a Xile, i 43 el número assignat a la zona telefònica de Los Ángeles.

## Demografia
La població de la comuna és de 166.556 habitants (cens 2002), dels quals 123 445 habitants (74,1%) correspon a població urbana i 43 111 (25,9%) a rural. Amb aquestes xifres, Los Ángeles és la 22.ª comuna xilena quant a la seva població total i la primera quant al nombre absolut d'habitants rurals que posseeix. La Província del Biobío té 107.540 habitants que viuen en àrees rurals, la qual cosa representa gairebé el 31% de la població total.
Destaca a més l'augment d'un 46,6% en la població a nivell ciutat en el període 1992-2002, de (94.716 a 123.577), el major augment entre les ciutats grans del país.
Les projeccions per la comuna de Los Ángeles, per a l'any 2011, eren: una població total de 201.426 i una proporció d'habitants rurals de 25,5%.

## Administració
L'administració de la comuna, correspon a la Il·lustre Municipalitat de Los Ángeles, corporació autònoma de dret públic, amb personalitat jurídica i patrimoni propi. L'autoritat d'aquesta municipalitat és l'alcalde que és assessorat pel Concejo Municipal.

## Símbols

### Escut
L'escut de Los Ángeles, aprovat en sessió Municipal del 2 de febrer de 1953 i declarat Oficial per decret Municipal n.º 88 de febrer de 1953, els elements del qual són:
Fons color plata, sobre ell un toro vermell, símbol de la bravesa dels antics pobladors de l'Illa de la Laja. Sobri i sota la figura central, 3 línies gruixudes onejades que representen el riu de la Laja i el riu Biobío. A la zona superior del camp de plata: sis rajos convergents en color vermell en representació de la força de l'esperit i de l'energia elèctrica produïda a la zona. Envoltant al camp de plata una vora ampla color blau 8 àguiles de plata, que representen a les guarnicions hispanes i xilenes dels forts de la línia del Bío Bío. En l'extrem superior una corona d'or de les Municipalitats de Xile.

### Bandera
La bandera oficial de Los Ángeles va ser aprovada, mitjançant un decret municipal subscrit al maig de 1975, per l'alcalde de l'època, Mario Ríos Padilla. El seu autor va ser el jove de 16 anys, alumne del Liceu Industrial, Santiago Patricio Castro Rojas, qui va guanyar el concurs convocat a l'abril de 1975 per la Corporació Cultural de Los Ángeles i la Municipalitat, en el marc de l'aniversari de la ciutat. Castro va morir a causa d'una malaltia fulminant en complir 20 anys. Es troba soterrat en el Cementiri General, en una tomba construïda pel municipi, on destaca la bandera creada per ell.
Està dissenyada amb tres franges horitzontals, la superior i la inferior de color verd, simbolitzant l'agricultura i el caire forestal de la zona; i la central, més ampla, que simbolitza el fulgor de les neus de la serralada dels Andes i la bellesa de la cascada i la boirina del Salto del Laja. Al centre, s'insereix (dins de l'àrea blanca) l'escut oficial de la comuna.

## Economia

### Activitat forestal i silvicultura
La incorporació de la silvicultura al territori es remunta cap a principis de segle, quan, en terrenys de mala qualitat, alguns propietaris pioners van començar a realitzar plantacions de pi radiata, al començament de segle. Destaca el cas de Màxim Puffe, que va plantar mil hectàrees de pi radiata en la seva hisenda La Aguada. Bernardo Timmermann va reforestar al seu torn 500 ha en els seus dominis Batuco i Las Tejas. Altres pioners del repoblament van ser: Enrique Zañartu, Alberto Collao, Alfredo Irarrázabal, Leoncio Larraín, Francisco de la Cruz, que van crear més tard Maderas Prensadas Cholguán. Tot això va ser realitzat en les primeres dècades del segle xx.
En l'actualitat, el 27,6% del territori comunal correspon a ús de plantacions forestals, sense considerar els sòls dedicats a vivers, aserradors o indústries associades a la fusta.

### Reg i activitats agropecuàries
La construcció del Canal Laja i la irrigació de 40.000 de sòls de bona qualitat en les comunas de Los Ángeles i Quilleco, va permetre elevar substantivament la qualitat de les activitats agropecuàries que aquí es realitzaven. En 1928 és creada la Cooperativa Lletera Bío Bío per comercialitzar la quantitat creixent de llet que s'obtenia. Deu anys més tard, sorgeixen altres empreses lleteres, com la de Graners. Va haver-hi agricultors que ja en aquests anys van optar per realitzar plantacions de fruiteres d'exportació, especialment pomes.
La irrigació a gran escala que es va continuar realitzant, després de la construcció del canal Laja i que va beneficiar milers de noves hectàrees de la Província de Biobío en les dècades dels 1950, 1960 i 1970, va crear condicions per a un major desenvolupament de l'agricultura i la ramaderia. Es va expandir després àmpliament el cultiu de remolatxa sucrera, actualment un dels més importants a la província. Al seu torn, la indústria IANSA va construir una planta productora de sucre a la ciutat de Los Ángeles.

#### Principals cultius
Els principals cultius a les àrees regades són: remolatxa, blat de primavera i prats, en les quals predominen el trèvol rosat. El processament de productes agrícoles és de caràcter elemental i es refereixen especialment en l'elaboració de ensilaje i fenc, vitals per a l'alimentació del bestiar. Respecte a la gestió empresarial, els agricultors mitjans i grans tenen igual accés al crèdit agrícola, però no els petits propietaris. La majoria dels productes agrícoles es comercialitzen al mercat regional, excepte els cultius no tradicionals de fruites i hortalisses. Les diverses espècies de berries com a gerds, mores, nabius, també s'ha començat a conrear, així com espàrrecs i altres hortalisses d'exportació).
Els cultius nomenats corresponen a un tipus d'agricultura de reg intensiu. El processament dels productes és de caràcter primari i es refereix a la selecció, ús del fred i embalatge. Aquí, l'estratègia empresarial està dirigida a l'exportació, per la qual cosa requereixen un accés expedit als crèdits bancaris.

### Agricultura de secà
L'agricultura de secà de la comuna és reduïda, a causa de factors limitants dels sòls i especialment al perllongat període de mesos secs. Això es tradueix en una agricultura extensiva o de subsistència, amb rendiments mitjans a baixos, condició que ha afavorit l'ocupació d'aquests sòls per plantacions forestals.
El principal cultiu que es realitza en aquesta àrea és el blat d'hivern que forma part de la rotació que inclou civada, raps i prats naturals.

### Indústria
En la comuna de Los Ángeles, segons el cadastre Industrial Regional, existien en 1992, catorze unitats industrials d'importància, sis de les quals eren urbanes i vuit rurals. No obstant això, d'acord amb l'anàlisi de les patents industrials, és possible trobar més de 600 unitats industrials en considerar les petites i mitges indústries. Les indústries de major categoria es localitzen a la franja de la ruta 5 Panamericana o Autopista Ruta del Bosc, localitzant-se en les vores físiques de la ciutat la resta de les indústries petites i mitjanes.
Del total d'indústries, s'ha del 43% correspon a indústries menors i tallers elèctrics, mecànics i de manteniments, en general. Un 18% correspon a indústries de mobles i fusteria, un 5,2% es dedica a la indústria d'aliments i un 5 % s'orienta al vestuari, confeccions i teixits. La resta correspon a la indústria de major nivell.
Especial esment mereix la indústria lligada als productes de fusta, tals com les serradores, les fàbriques de mobles i els serveis forestals, els que presenten inversions en la comuna, reafirmant amb això la vocació forestal d'aquesta. la ciutat, proveeix de serveis als 4 grans serradores de la zona, Remanofactura (Clear), Bucalemu, Mulchen i Nacimiento, trobant-se en aquesta última ciutat, el complex Industrial de Santa Fe, dedicat a la producció industrial de cel·lulosa, un dels principals productes de la regió
Una important presència en a l'activitat industrial històrica de la ciutat, la constitueix la planta sucrera de Iansa, instal·lada en 1953, la qual, al costat de la de Chillán, es constitueix en una de les 2 plantes de processament de remolatxa presents a la Regió.
Destaca així mateix, la generació d'Energia, en els centrals de Pangue, Ralco, Rucúe i Antuco, de propietat d'Endesa i Colbún.

## Turisme

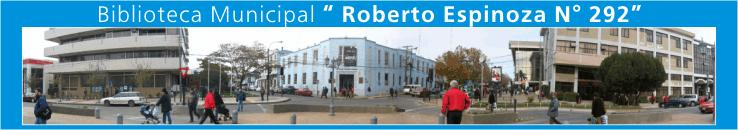
D'esquerra a dreta: Municipalitat de Los Ángeles; edifici Bernardo O'Higgins (Biblioteca Pública Municipal) i Governació Provincial.

Al centre de la ciutat es troba la Biblioteca Municipal de Los Ángeles Roberto Espinoza N.º 292 i Museu de l'Alta Frontera, que posseeix una gran col·lecció d'utensilis i objectes maputxes, a més d'armes de l'època colonial i republicana. Dins de l'Hospital Base es troba la capella de l'hospital Sant Sebastià, monument nacional des de 1989. També a l'avinguda Villagrán cantonada Orompello es troba la típica casa local La Casa Rosada, on des de fa més de 100 anys es reuneixen homes a departir en tertúlies polítiques.

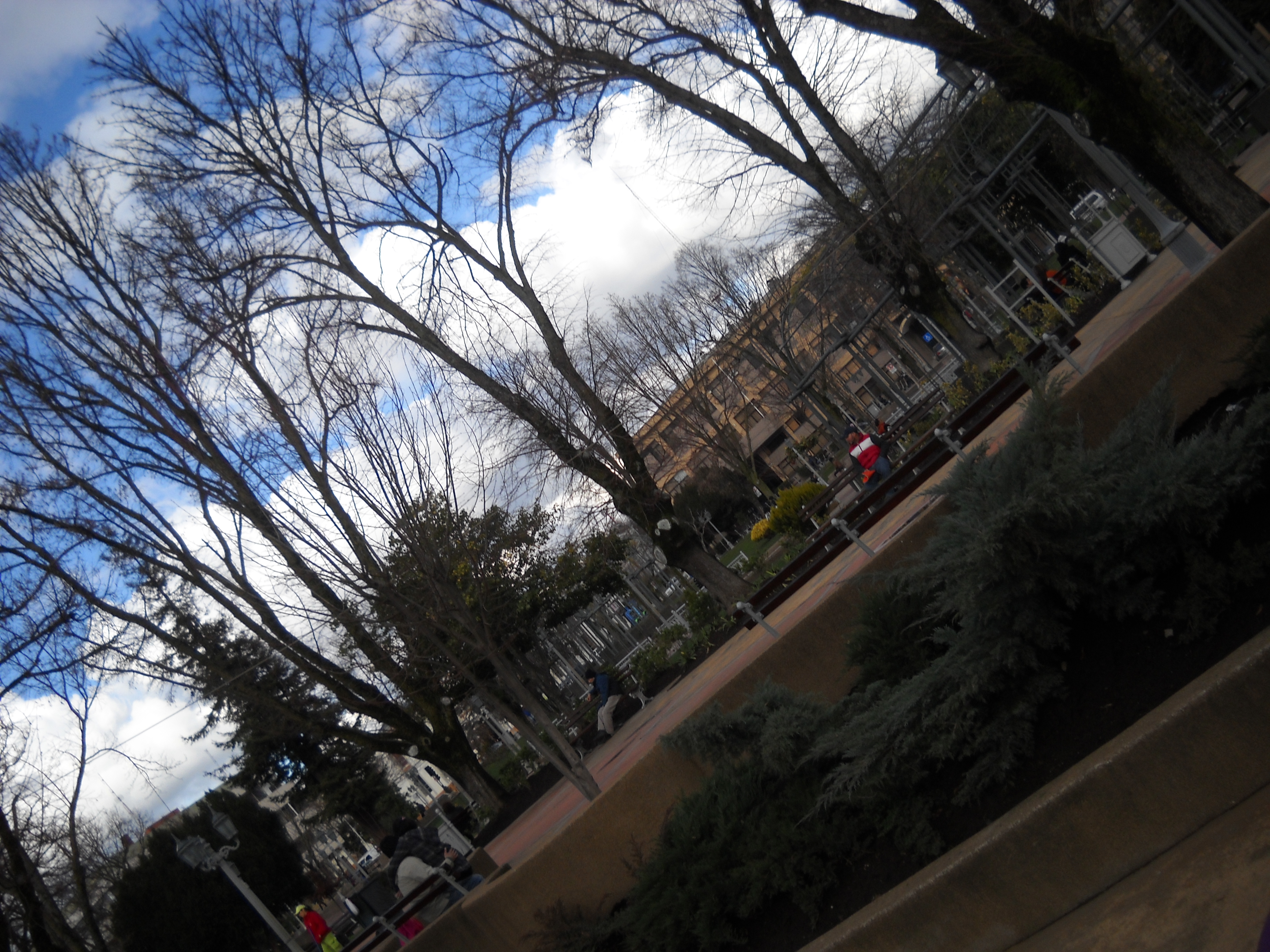
Plaza d'Armes de Los Ángeles al juliol de 2010.

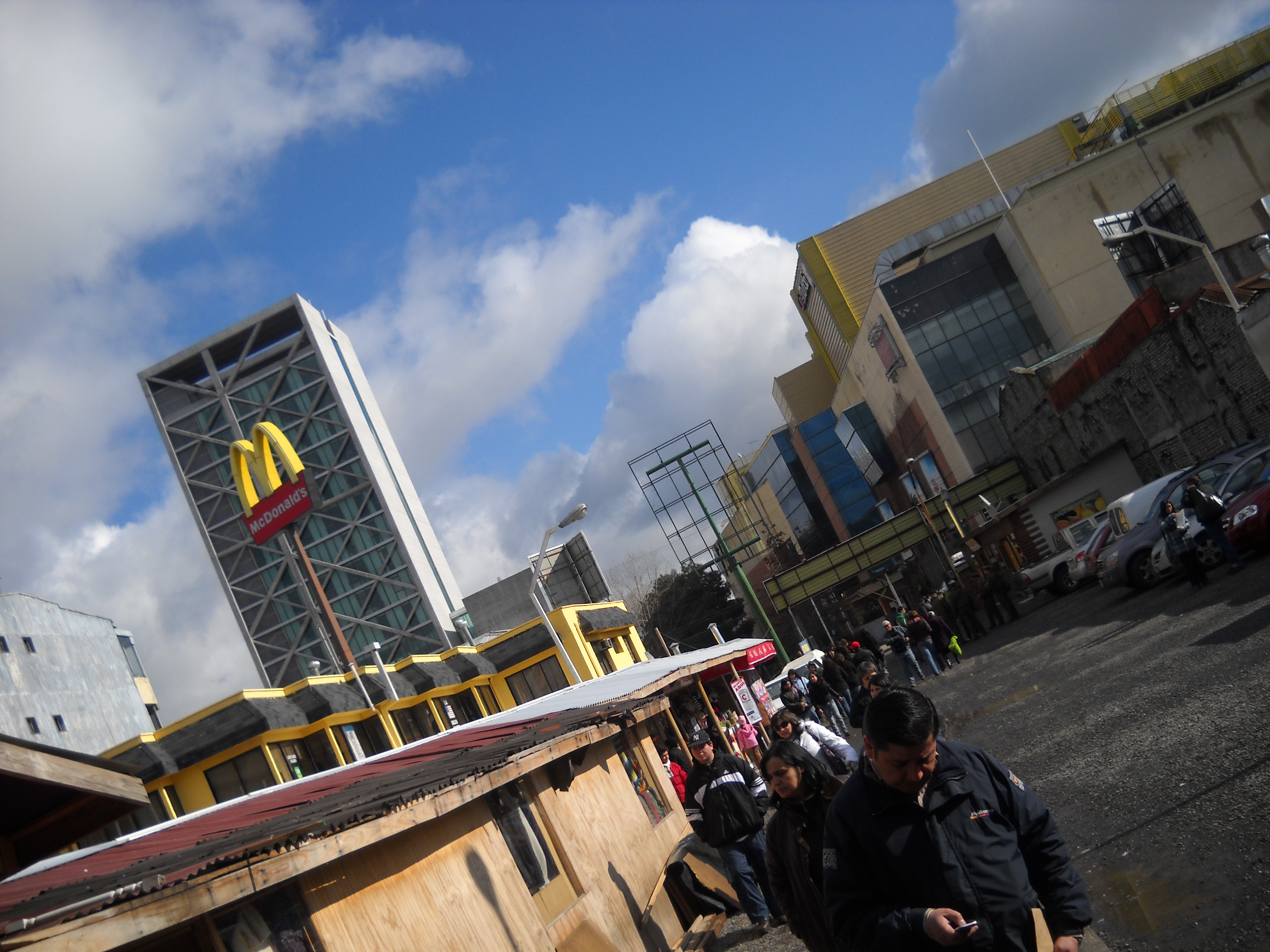
Hotel Four Points i Mall Plaza vistos des de la galeria Alcalá.

Els carrers del centre de la ciutat estan disposats en forma de tauler de dames. Les que van del nord a sud tenen noms d'espanyols, com Colón o Pedro de Valdivia; les que van d'aquest a l'oest tenen noms de personatges històrics maputxes com Colo Colo, Caupolicán o Janequeo. Això és un reflex a la història de la ciutat.
Al nord de la ciutat es troba el Salto del Laja situat en l'accés nord de la comuna, la importància de la qual ha contribuït a la formació d'un centre poblat en constant creixement, i a uns 100 quilòmetres a l'est de Los Ángeles està el volcà Antuco, en la serralada dels Andes.
Altres llocs turístics de la comuna són: Balneari del riu Rarinco, Balneari del riu Huaqui i desenvolupament de la pesca esportiva en el riu Biobío, en el tram de Sant Carlos de Purén a Nacimiento. Coincideix que en la localitat de Sant Carlos de Purén, es un lloc d'importància històrica: un fort, el qual forma part de la cadena de forts localitzats en la ribera del riu Biobío, com una línia defensiva contra l'atac dels indígenes en temps de la guerra de la Araucània.
Los Ángeles compta en l'actualitat amb una agitada vida nocturna. Destaquen els locals situats en avinguda Alemanya amb Marconi, la cantonada de la qual s'ha instaurat com un important pol de desenvolupament quant a clubs i bars. Addicionalment, en carrer Colo-Colo es troben moderns bars, en els quals s'agrupa la societat més bohèmia de la ciutat.
El 29 de juliol de 2008 va obrir les portes el Gran Casino de Jocs Los Ángeles. El complex incorpora maquines escurabutxaques d'última generació acompanyades per taules de cartes, 4 ruletes, un saló de Bingo i un bar en el seu interior. A més, incloent un hotel amb 90 habitacions, en 12 pisos, fins al moment el més alt de la ciutat. Aquest edifici compta amb la més moderna enginyeria antisísmica, i prova d'això és que malgrat la seva gran altura, en el terratrèmol de 2010 no va sofrir cap mena de dany ni desgràcies que lamentar. Aquest projecte compta amb el permís d'operació que va atorgar l'any 2006 la Superintendencia de Casinos de Joc. Ara passa a ser una altra important atracció turística de la ciutat.
El centre Espanyol resulta un lloc ideal per anar de compres. El mateix va ser dissenyat per coneguts arquitectes europeus, els quals van portar l'última tecnologia i dissenys. En els pisos superiors trobarem modernes perruqueries, les quals són ateses per reconeguts estilistes de la regió. Al costat d'est trobem el reconegut Passeig Alcalá, lloc en el qual es concentren les tendes més reconegudes del comerç angelí, sent un interessant passeig de gaudi per a turistes. Aquest particular centre comercial compta amb un ampli estacionament per als seus clients.
Un altre lloc que es perfila com un pol de comerç de la regió, correspon al centre comercial Mall Plaza Los Ángeles, situat en un centre actiu de creixement de la ciutat, al costat d'altres íconos de progrés, com són el Gran Casino de Jocs Los Ángeles, l'Hotel Four Points, i el Mc Donalds. Aquest centre comercial a més posseeix tendes d'exclusives marques, food garden, i un exclusiu cinema amb moderna tecnologia.
Un paratge de la ciutat, sol ser la Laguna Esmeralda, la qual posseeix gran varietat de flora i fauna. A més és possible recórrer les seves tranquil·les aigües en algun dels pots que són arrendats als seus visitants. Al costat d'ella trobem el parc dels dinosaures, en el qual es pot aprendre molt sobre aquests espècimens. No es pot deixar de recórrer les 14 quadres d'àrees verdes connectades entre si en ple cor de Los Ángeles, amb diferents arbres autòctons, nadius i jocs infantils instal·lats recentment. Un altre punt de comunió és el sector de la plaça Pinto, envoltada de locals comercials i cafeteries exclusives.

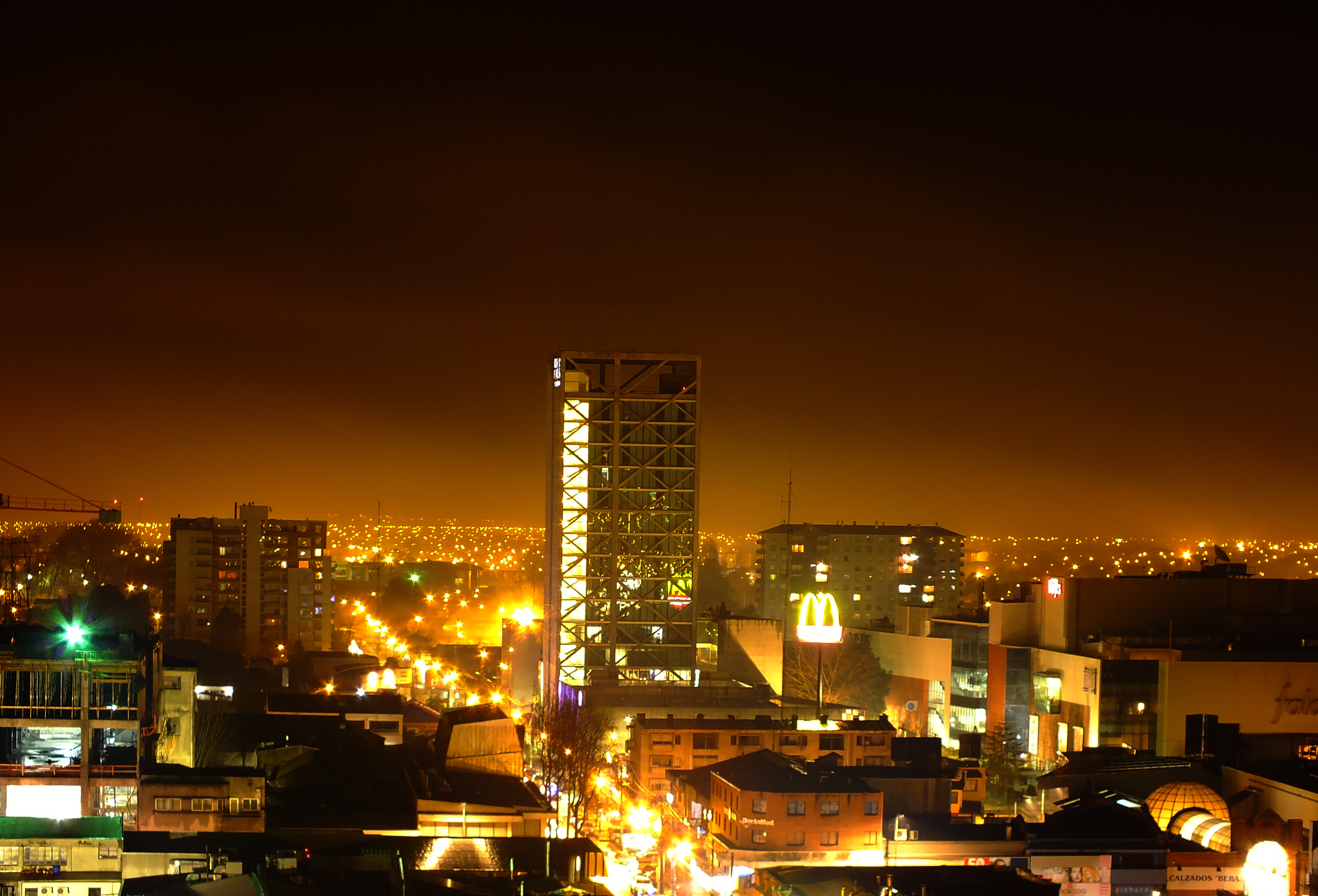
Torre de l'Hotel, una de les més altes de la regió i del sud de Xile.

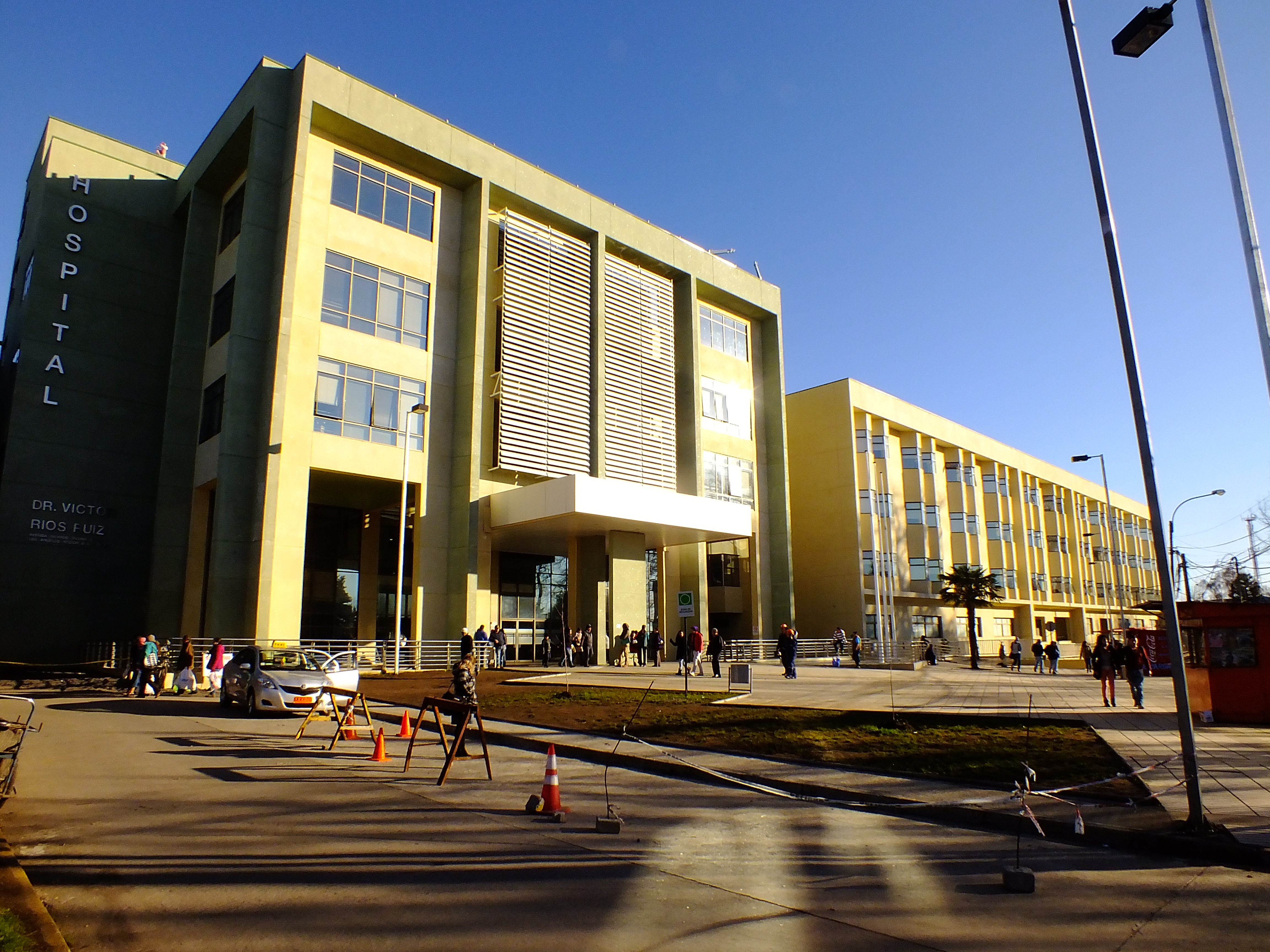
Hospital Víctor Ríos Ruiz, el més gran de Xile. Es troba en la seva última etapa.

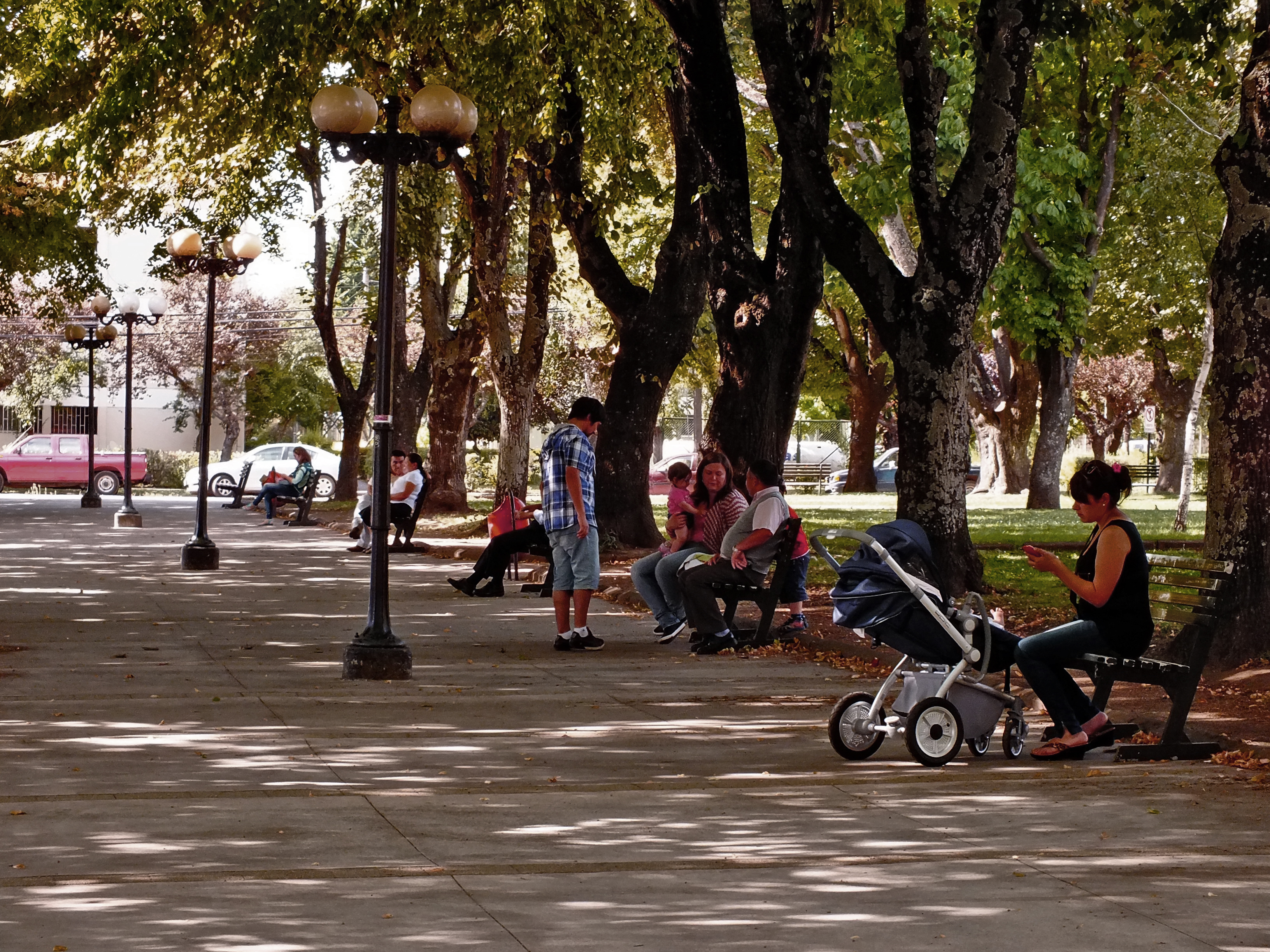
Plaza Pinto. Al voltant d'aquest bell pulmó verd, és possible trobar diversos cafeteries i locals per menjar.

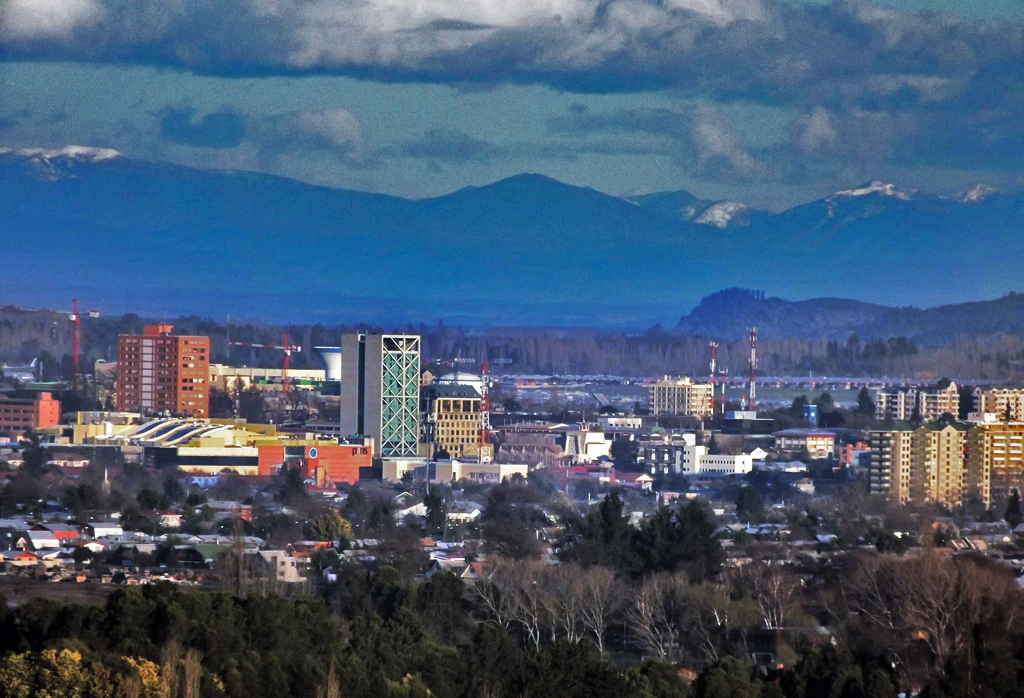
Panoràmica primaveral, vista des del Cerro Curamavida.

## Barris
- Centre: correspon al quadrant limitat pels carrers Lientur (nord), Villagrán (aquest), Avinguda Ricardo Vicuña (sud) i Ercilla (oest).
- Nord: sector que va créixer entorn del que era l'antic camí a la Ruta 5, avui l'Avinguda Sor Vicenta. En aquest sector trobem poblacions sorgides des dels anys 90, com: Vila Pinedes, Parc Sor Vicenta, Los Castaños, Mirador Oriente, Condominio Ametista i Clara de Godoy. Més cap al centre de la ciutat trobem el sector Villa Bella, Población Juan Dellalián i el sector conegut com a Centenario.
- Nororiente: sector que ha sofert una expansió predominantment immobiliària des dels anys 90, en ell se situen les Villas Parques Nacionals, España, Francia, Italia, Grecia, a més de les poblacions Basilio Muñoz, ENDESA, Antuco, Rucamalal, Villa Obispo, Galvarino, entre d'altres.
- Orient: sector els principals eixos del qual corresponen a l'Avinguda Alemania, principal accés a la ciutat des de la exruta 5, i via de sortida cap a Antuco, Canteras, Huépil i Quilleco. És un sector associat a la classe alta, destacant en aquest segment la Vila Olímpica, població Banco del Estado, Vila Balmaceda, Vila Mininco, Población Pedro Lagos, entre d'altres; en el seu límit amb el centre se situa la població Domingo Contreras Gómez, sorgida sobre la base d'un campament, i cap a la seva trobada amb l'ex ruta 5 es troba Bajo Monte Cea. L'altre eix del sector acomodat econòmicament de la ciutat és l'Avinguda Gabriela Mistral, entorn de la qual se situen Villa Cataluña, Jardines de la República, barris propers a l'Hospital i a la Universitat de Concepción com Francisco de Aguirre, Sector Plaza Espanya, Montegrande, Condomino Gabriela Mistral, a més dels cementiris General (municipal) i Catòlic (de la Diòcesi angelina).
- Suroriente: abasta el populós sector de Paillihue, principalment compost per habitatges socials, algunes de les seves viles i poblacions són: Patria Vieja, Escritores de Chile, Las Americas, Conjunto Sevilla, Parque Lauquén, Villa Montreal, Los Historiadores, Tolpán, 21 de Mayo, Santuarios de Chile.
- Sud: correspon als sectors limítrofs a la planta Chiprodal (propietat de Nestlé): Villa Las Quintas, Villa Todos los Santos, a més del sector conegut com a Pueblo Nuevo, comprès pel quadrant Los Carrera-Ricardo Vicuña-Camilo Henríquez-Avinguda Vicuña Mackenna.
- Sud-ponent: sector limítrof a la planta IANSA. Es troben la població IANSA, la Villa Galilea i la población 2 de Septiembre.
- Ponent: comprèn totes les poblacions situades cap al ponent d'avinguda Ercilla: Población Andina, Orden y Pàtria, Orompello, O'Higgins, Santiago Bueras, Lo Elvira, Las Lomas, Ciudades de Chile, Los Profesores, Villa Génesis, Las Tranqueras, Lagos de Chile, Ronald Ramm, entre d'altres.
- Nord-ponent: viles situades cap al nord de carrer Orompello-Camí al Aeròdrom María Dolores, i cap al ponent d'avinguda Ercilla, limítrofes al Regiment Reforzado n.º 17 "Los Ángeles": Club de Campo, Los Alcaldes, Villa Santa Fe, entre d'altres.
- Rural: barris i/o condominis que es troben als voltants de Los Ángeles com: Siete Ríos, Haras La Montanya, Villa Las Palmas, Doña Isidora, Albereda San Francisco, Country Santa Eliana i Granja Osiris, a més d'una gran quantitat de passatges en Camí Antuco, Camino a Cerro Colorado, Camino a Nacimiento i Camino a Santa Barbara. Caben en aquesta categoria sectors residencials situats fora de l'anell By Pass - Las Industrias, com Los Tilos i Duqueco.

Jurisdiccionalment són zones urbanes de la comuna els assentaments rurals de Chacayal Sud, Sant Carlos de Purén, La Perera, Santa Fe i Salto del Laja, tots ells situats fora del radi urbà de la ciutat.

### Aeroport

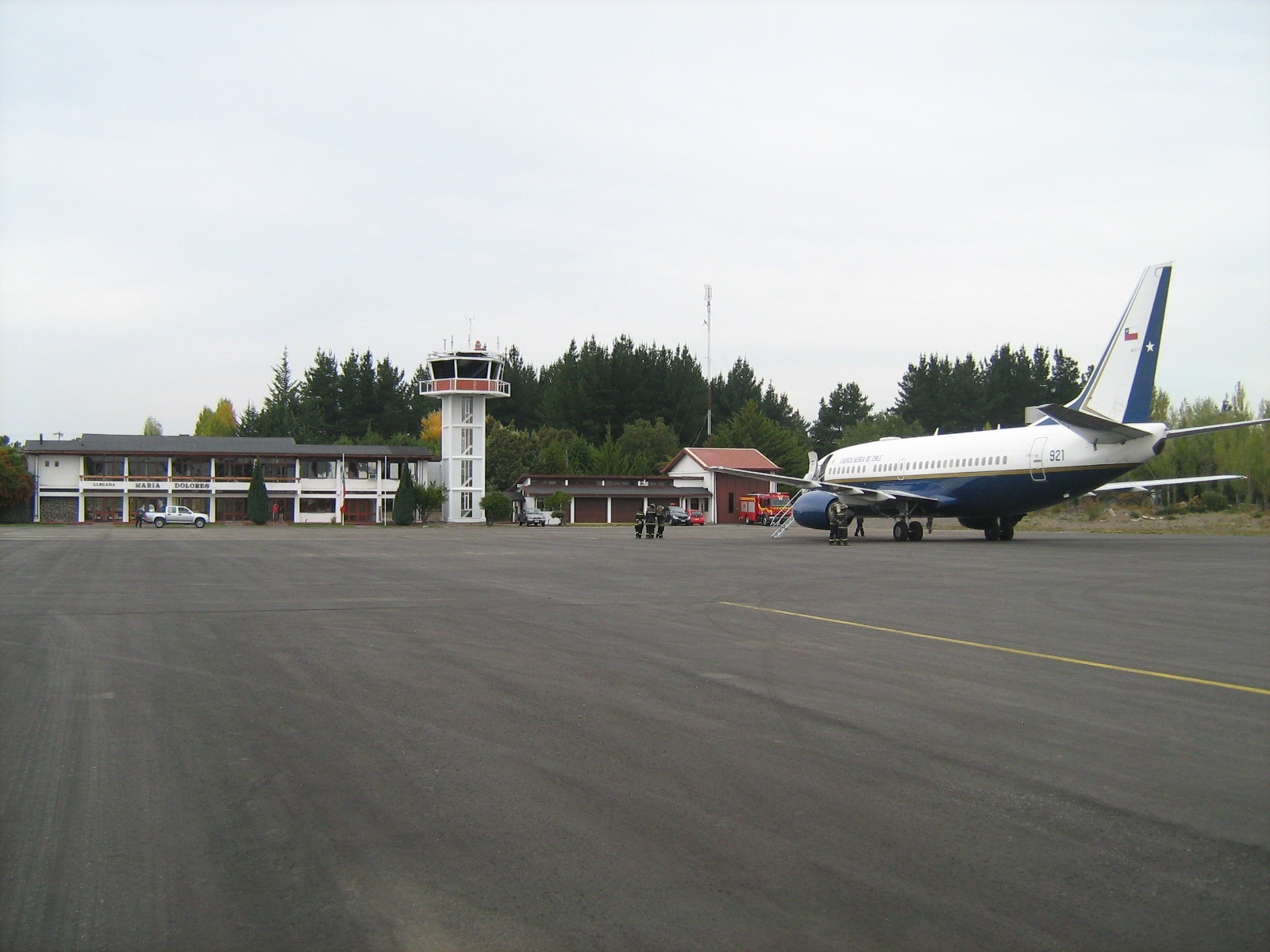
Aeroport María Dolores

Als afores de la ciutat es troba l'Aeroport María Dolores que posseeix una pista asfaltada de dimensions 1700x30 metres, aquest aeroport va rebre vols comercials fins a la fi de la dècada del 90, a aquesta ciutat van arribar aerolínies com LAN Chile, Avant Airlines, Alta i Ladeco, entre d'altres.
Actualment pertany a la xarxa secundària d'aeròdroms del país i rep vols de línies privades i corporatives com els vols-ambulàncies.